# 鈴木康弘 (地理学者)
鈴木康弘（すずき やすひろ、1961年 - ）は、日本の地理学者、名古屋大学教授。

## 略歴
愛知県岡崎市生まれ。東京大学理学部地学科地理学課程卒業、同大学院理学系研究科博士課程修了、「東北日本内帯盆地群の活構造と地形発達」で理学博士。愛知県立大学文学部／情報科学部助教授を経て、名古屋大学環境学研究科／減災連携研究センター教授。モンゴル国立大学客員教授、名古屋大学災害対策室長、総長補佐、日本学術会議連携会員、地震調査研究推進本部専門委員、原子力規制委員会外部有識者等を歴任。モンゴル・トルコ・サハリン・台湾・中国・韓国などで活断層の国際共同調査を進める。専門は自然地理学・変動地形学。

## 著書
- 『活断層大地震に備える』 筑摩書房 ちくま新書, 2001
- 『原発と活断層 「想定外」は許されない』岩波書店 岩波科学ライブラリー, 2013
- ”Active Faults and Nuclear Regulation: Background to Requirement Enforcement in Japan”, Springer, 2020.

### 共編著
- 『活断層地形判読 空中写真による活断層の認定』渡辺満久・鈴木康弘 著, 古今書院, 1999
- 『防災・減災につなげるハザードマップの活かし方』鈴木康弘 編, 岩波書店, 2015
- 『レジリエンスと地域創生 伝統知とビッグデータから探る国土デザイン』林良嗣・鈴木康弘 編, 明石書店, 2015
- 『草原と都市 変わりゆくモンゴル』石井祥子・鈴木康弘・稲村哲也 編, 風媒社 2015
- 『わかる！取り組む！災害と防災１ 地震』鈴木康弘・杉戸 信彦・中林 一樹・阪本真由美・武村雅之，帝国書院, 2017
- 『おだやかで恵み豊かな地球のために 地球人間圏科学入門』鈴木康弘・山岡耕春・寶馨 編, 古今書院 2018
- 「大学教育における自然地理学の視点を生かした防災教育」, (碓井照子 編:『「地理総合」ではじまる地理教育－持続可能な社会づくりを目指して－』古今書院) 144-157，2018
- "Disaster Resilient Cities: Concepts and Practical Examples", Hayashi, Y., Suzuki, Y., Sato, S. and Tsukahara, K. (ed), Elsevier, 2016
- Active Fault and Earthquake Disasters, (in Himiyama, Y., Saktake, K., and Oki, T., eds. “Human Geoscience”, Springer) 99-117, 2019